# Mastacembelus shiranus
Mastacembelus shiranus és una espècie de peix pertanyent a la família dels mastacembèlids.

## Descripció
- Fa 26 cm de llargària màxima.
- Nombre de vèrtebres: 83.[2][3]

## Alimentació
Menja probabablement invertebrats i peixets.

## Hàbitat
És un peix d'aigua dolça, bentopelàgic i de clima tropical (23 °C-27 °C; 9°S-15°S).

## Distribució geogràfica
Es troba a Àfrica: és un endemisme del llac Malawi.

## Observacions
És inofensiu per als humans.